# ژو ییلین
ژو ییلین (انگلیسی: Zhou Yilin؛ زادهٔ ۱۸ سپتامبر ۱۹۹۲) ورزشکار ورزش شنا اهل چین است.
وی در مسابقات کشوری و بین‌المللی در مجموع برندهٔ ۱ مدال طلا شده‌است.